# Природа (модул на Мир)
Природа (на английски: Nature) е седмият модул на орбиталната станция „Мир“. Предназначен е за провеждане на научни изследвания и експерименти по изследване на природните ресурси на Земята, горните слоеве на земната атмосфера, космическите радиация, геофизичните процеси от естествен и изкуствен произход в околоземното космическо пространство и горните слоеве на земната атмосфера. Изстрелян е на 23 април 1996 г., скачва се със станцията „Мир“ на 26 април 1996 г. Системата за управление на модула е разработена от „Хартрон“ АД – гр. Харков.

## Данни
- Дължина: 9,7 м
- Диаметър: 4,35 м
- Маса: 19,7 т
- Маса на полезния товар: 7 т

## Описание
Модулът се състоял от един херметичен приборно-товарен отсек. Той имал един активен скачващ агрегат, разположен по неговата надлъжна ос. В този модул са концентрирани прибори за прецизно наблюдение на земната повърхност в различни диапазони на спектъра. В състава на модула влизало също и около един тон американско оборудване за изучаване на поведението на човека в продължителен космически полет. Положението на модула „Природа“ в състава на станцията „Мир“ е ос Z.

## Галерия
- „Мир“ с всички модули. Модулът „Природа“ е вляво.
- Общ изглед на модула.
- Разрез на модула „Природа“.
- Конфигурация на комплекса Мир след скачването на „Природа“.
- Модулът „Природа“.